# Jenő Fekete
Jenő Fekete (12 novembre 1910 – 13 dicembre 1964) è stato un calciatore ungherese, di ruolo difensore.

## Carriera

### Club
Ha sempre giocato nel campionato ungherese.

### Nazionale
Ha collezionato 3 presenze con la maglia della Nazionale